# Mecistoptera nycteropis
Mecistoptera nycteropis är en fjärilsart som beskrevs av Turner 1902. Mecistoptera nycteropis ingår i släktet Mecistoptera och familjen nattflyn. Inga underarter finns listade i Catalogue of Life.